# Картер (Вайоминг)
Картер (англ. Carter) — статистически обособленная местность, расположенная в округе Юинта (штат Вайоминг, США) с населением в 8 человек по статистическим данным переписи 2000 года.

## География
По данным Бюро переписи населения США, статистически обособленная местность Картер имеет общую площадь в 8,03 квадратных километров, водных ресурсов в черте населённого пункта не имеется.
Статистически обособленная местность Картер расположена на высоте 1982 метра над уровнем моря.

## Демография
По данным переписи населения 2000 года, в местности Картер проживало 8 человек, 3 семьи, насчитывалось 4 домашних хозяйства и 6 жилых домов. Средняя плотность населения составляла около одного человека на один квадратный километр. Расовый состав местности Картер по данным переписи распределился следующим образом: 62,50 % белых, 12,50 % — коренных американцев, 12,50 % — азиатов, 12,50 % — представителей смешанных рас.
Из четырёх домашних хозяйств в 25,0 % — воспитывали детей в возрасте до 18 лет, 75,0 % представляли собой совместно проживающие супружеские пары, в семей женщины проживали без мужей, 25,0 % не имели семей. 25,0 % от общего числа семей на момент переписи жили самостоятельно, при этом 25,0 % составили одинокие пожилые люди в возрасте 65 лет и старше. Средний размер домашнего хозяйства составил 2,00 человек, а средний размер семьи — 2,33 человек.
Средний доход на одно домашнее хозяйство в статистически обособленной местности составил 12 083 доллара США, а средний доход на одну семью — 80 488 долларов. При этом мужчины имели средний доход в 51 250 долларов США в год против 26 250 долларов среднегодового дохода у женщин. Доход на душу населения в статистически обособленной местности составил 27 229 долларов в год. Все семьи Картер имели доход, превышающий уровень бедности.